# Asterropteryx senoui
 Asterropteryx senoui  es una especie de peces de la familia de los Gobiidae en el orden de los Perciformes.

## Morfología
- Los machos pueden llegar a alcanzar los 2,5 cm de longitud total y las hembras 2.39.
- Número de vértebras: 26.

## Hábitat
Es un pez de Mar y, de clima templado y demersal que vive entre 15-50 m de profundidad.

## Distribución geográfica
Se encuentran en Asia: Islas Ryukyu (el Japón ).

## Observaciones
Es inofensivo para los humanos.